# Coenosia nigricoxa
Coenosia nigricoxa är en tvåvingeart som beskrevs av Stein 1920. Coenosia nigricoxa ingår i släktet Coenosia och familjen husflugor. Inga underarter finns listade i Catalogue of Life.